# Yeezus
Yeezus — шестой студийный альбом американского рэпера и продюсера Канье Уэста. Он был выпущен 18 июня 2013 года на лейблах Def Jam Recordings и Roc-A-Fella Records. Для записи пластинки Уэст привлёк ряд исполнителей, включая Майка Дина, Daft Punk, Ноя Голдштейна, Арку, Hudson Mohawke и Трэвиса Скотта. Альбом также содержит гостевые участия от Джастина Вернона, Chief Keef, Kid Cudi, Assassin, King L, Чарли Уилсона и Фрэнка Оушена.
За пятнадцать дней до выхода Уэст заручился помощью продюсера Рика Рубина, чтобы сделать звучание Yeezus более минималистичным. Пластинка вдохновлена множеством жанров, включая индастриал, эйсид-хаус, электро, панк и чикагский дрилл. На треках звучат искажённые сэмплы, например, отрывок из «Strange Fruit» Нины Симон в «Blood on the Leaves».
Yeezus получил широкое признание критиков, многие из которых назвали пластинку одной из лучших работ Уэста и высоко оценили её «дерзость». Альбом был номинирован на премию «Грэмми» в категории «Лучший рэп-альбом» в 2014 году. Проект дебютировал под номером один в американском чарте Billboard 200, было продано 327 000 копий за первую неделю. С тех пор он был дважды сертифицирован платиновым Американской ассоциацией звукозаписывающих компаний (RIAA) и назван несколькими изданиями одним из лучших альбомов 2010-х годов, включая Rolling Stone, который вовсе включил его в своей список «500 величайших альбомов всех времен».

## Список композиций
| №                   | Название              | Автор(ы) | Продюсер(ы) | Длительность |
| ------------------- | --------------------- | --- | --- | ------------ |
| 1.                  | «On Sight»            | Канье Уэст Ги-Манюэль де Омем-Кристо Тома Бангальтер Малик Юзеф [англ.] Че Смит [англ.] Илон Рутберг Сайдел Янг Дерек Уоткинс [англ.] Майк Дин                                   | West Daft Punk Дин [b] Benji B [англ.] [b]                                                                      | 2:36         |
| 2.                  | «Black Skinhead»      | Уэст де Омем-Кристо Бангальтер Юзеф Янг Рутберг Васалу Джейко Сакия Сандифер Дин Уоткинс                                                                                         | Уэст Daft Punk Гольдштейн [англ.] [b] Бродински [b] Дин [b] Lupe Fiasco [b] Salem [англ.] [b] Gesaffelstein [b] | 3:08         |
| 3.                  | «I Am a God»          | Уэст де Омем-Кристо Бангальтер Росс Бирчард Джастин Вернон [англ.] Джонс Смит Рутберг Янг Дин Уоткинс Клифтон Бейли Харвел Харт Ананд Бакши [англ.] Рахул Дев Бирман [англ.]     | Уэст Дин Daft Punk Hudson Mohawke [a]                                                                           | 3:51         |
| 4.                  | «New Slaves»          | West Кристофер Эдвин Бро Янг Бенджамин Бронфман [англ.] Джонс Смит Рутберг Сандифер Луи Джонсон [англ.] Дин Габор Прессер Анна Адамис                                            | Уэст Бронфман [a] Дин [b] Трэвис Скотт [b] Гольдштейн [b] Шама Джозеф [b] Che Pope [англ.] [b]                  | 4:16         |
| 5.                  | «Hold My Liquor»      | Уэст Дин Вернон Кит Козарт Рутберг Смит Джонс Алехандра Родригес Янг Уоткинс | Дин Уэст Арка [b] Гольдштейн [b]                                                                                | 5:26         |
| 6.                  | «I'm in It»           | Уэст Вернон Джеффри Кэмпбелл Джош Лири [англ.] Джонс Янг Сандифер Рутберг Дин Андре Харрис [англ.] Джилл Скотт Видал Дэвис [англ.] Карвин Хаггинс [англ.] Кенни Латтимор [англ.] | Уэст Evian Christ [a] Dom Solo [a] Гольдштейн [b] Арка [b] Дин [b]                                              | 3:54         |
| 7.                  | «Blood on the Leaves» | Уэст Бирчард Рутберг Джонс Тони Уилльямс Янг Дин Льюс Аллен [англ.] | Уэст Hudson Mohawke Lunice [англ.] Карлос Броди [a] 88-Keys [англ.] [b] Дин [b] Арка [b]                        | 6:00         |
| 8.                  | «Guilt Trip (song)»   | Уэст Скотт Мескади Янг Дин Ларри Гриффин Кит Элам Кевин Хэнсфорд [англ.] Дюпре Келли Крис Мартин Эл-Терик Вардрик Марлон Уилльямс [англ.] Терренс Торнтон Тайри Питтман [англ.]  | Уэст Дин S1 Трэвис Скотт [b] Ackee Juice Rockers [b]                                                            | 4:03         |
| 9.                  | «Send It Up»          | Уэст Джонсон де Омем-Кристо Бангальтер Родригес Майк Леви Сандифер Ab Liva Рутберг Дин Моисей Дэвис [англ.] Колин Йорк Лоуэлл Дунбар [англ.]                                     | Уэст Daft Punk Gesaffelstein [a] Brodinski [a] Арка [b] Дин [b]                                                 | 2:58         |
| 10.                 | «Bound 2»             | West Джон Стивенс Чарли Уилсон [англ.] Pope Рутберг Янг Джонс Сандифер Дин Норман Уайтсайд Боб Мэсси Роберт Дьюкс Ронни Селф [англ.]                                             | West Pope [a] Эрик Данчик [b] Гольдштейн [b] No I.D. [b] Дин [b]                                                | 3:49         |
| Общая длительность: | Общая длительность:   | Общая длительность: | Общая длительность:                                                                                             | 40:01        |

Примечания
- ↑  сопродюсер
- ↑  дополнительный продюсер
- На треке «I Am a God» Бог указывается как гостевой исполнитель; содержит дополнительный вокал Джастина Вернона[англ.]
- «New Slaves» содержит дополнительный вокал Фрэнка Оушена
- «Hold My Liquor» содержит гостевое участие Chief Keef и Джастина Вернона
- «I'm in It» содержит вокал Джастина Вернона и Assassin[англ.]
- «Guilt Trip» содержит неуказанный вокал Кида Кади[1]
- «Send it Up» содержит гостевое участие King L[англ.]
- «Bound 2» содержит дополнительный вокал Чарли Уилсона[англ.]

Сэмплы
- «On Sight» интерполирует «Sermon (He'll Give Us What We Really Need)» Кита Картера
- «I Am a God» содержит сэмпл «Forward Inna Dem Clothes», исполненной Capleton; «Are Zindagi Hai Khel», исполненной Burman, Manna Dey и Asha Bhosle
- «New Slaves» содержит сэмпл «Gyöngyhajú lány», исполненной Omega
- «I'm in It» содержит сэмпл «Lately», исполненной Lattimore
- «Blood on the Leaves» содержит сэмпл «Strange Fruit», исполненный Nina Simone
- «Guilt Trip» интерполирует «Chief Rocka[англ.]», исполненной Lords of the Underground; сэмплирует «Blocka (Ackeejuice Rockers Remix)», исполненной Pusha T при участии Трэвиса Скотта и Popcaan[англ.]
- «Send It Up» содержит сэмпл «Memories», исполненной Beenie Man[англ.]
- «Bound 2» интерполирует «Aeroplane (Reprise)», исполненную Wee; сэмплирует «Bound», исполненной Ponderosa Twins Plus One[англ.]; «Sweet Nothin's[англ.]», исполненной Брендой Ли

## Участники записи
Информация из примечания к альбому.

### Техническая часть
- Ноа Гольдштейн[англ.] — дополнительное программирование (3; звуковые эффекты 8), инжинеринг (все), микширование (1, 6–8)
- Hudson Mohawke — консультирование, дополнительное программирование (4)
- Арка — консультирование, дополнительное программирование (4)
- Young Chop[англ.] — консультирование
- Кен Льюис — шумы и вокальные звуки (4, 6), постановка хора (1)
- Tammy Infusino — вокальные звуки (6)
- Che Pope[англ.] — дополнительное программирование (3)
- Трэвис Скотт — дополнительное программирование (3)
- Энтони Килхоффер[англ.] — инжинеринг (1–8, 10), микширование (4, 9)
- Майк Дин — инжинеринг (1–6, 8)
- Эндрю Доусон — инжинеринг (1, 9)
- Брент Колатало — инжинеринг (6)
- Марк Порто — дополнительный инжинеринг (все)
- Хой Хуинь — дополнительный инжинеринг (все)
- Рауль Ле Пеннек — дополнительный инжинеринг (все)
- Набиль Эссемлани — дополнительный инжинеринг (все)
- Кейт Пэрри — дополнительный инжинеринг (все)
- Кента Йонесака — дополнительный инжинеринг (1–5, 7, 8)
- Дэвид Роуленд — дополнительный инжинеринг (1–5, 7, 8)
- Шон Окли — дополнительный инжинеринг (1, 2, 4–8), дополнительное микширование (1, 4, 6–9)
- Эрик Линн — дополнительный инжинеринг (1, 2, 4–8), дополнительное микширование (1, 4, 6–9)
- Дэйв «Squirrel» Ковелл — дополнительный инжинеринг (1, 2, 4–8), дополнительное микширование (1, 4, 6–9)
- Джош Смит — дополнительный инжинеринг (1, 2, 4–8), дополнительное микширование (1, 4, 6–9)
- Кевин Матела — дополнительный инжинеринг (4)
- Мэт Арнольд — дополнительный инжинеринг (6, 8)
- Dale — дополнительный инжинеринг (6)
- Дэмиен Прост — дополнительный инжинеринг (7)
- Мэнни Маррокен[англ.] — микширование (2, 3, 5, 10)
- Делберт Бауэрс — дополнительное микширование (2, 3, 5, 10)
- Крис Галланд — дополнительное микширование (2, 3, 5, 10)
- Кайл Росс — дополнительное микширование (4)
- Ури Джемаль — инжинеринг хора (1)
- Владо Меллер[англ.] — мастеринг
- Марк Сантанджело — помощь по мастерингу
- Крис Герингер[англ.] — мастеринг (2)

### Музыканты
- Майк Дин — дополнительные инструменты (гитарное соло — 5; бас, гитара — 10)
- Крис «Hitchcock» Чорни — дополнительные инструменты (виолончели 8)
- Дилан Виссинг — ударные (1)
- Мэтт Тейтельман — перкуссия (1)
- Элвин Филдс — руководство хором (1)
- Кармен Роман — хор (1)
- К. Нита — хор (1)
- Джон Морган — хор (1)
- Джессения Пенья — хор (1)
- Ронни Артис — хор (1)
- Кристал Брун — хор (1)
- Шон Дрю — хор (1)
- Наталис Руби Руберо — хор (1)
- Лоррейн Берри — хор (1)
- Глория Райанн — хор (1)
- Тимека Ли — хор (1)
- Мэтью Уильямс — музыкальное консультирование
- Benji B[англ.] — консультант компания DONDA[англ.]

### Обложка
- Канье Уэст — креативный директор, арт-директор
- Вирджил Абло — художественное руководство
- Мэтью Уильямс — художественное руководство
- Джастин Сондерс — арт-директор DONDA
- Джо Перес — графический дизайн DONDA
- Jim Joe 13 — иллюстрация и шрифт для DONDA
- Тодд Рассел — художественное производство
- Кристен Йенгст — арт-продюсирование
- Алекс Халди — арт-продюсирование
- Эндрю Заэ — арт-продюсирование
- Мередит Труакс — арт-продюсирование
- Тай Линьзи — арт-продюсирование
- DGS Team — арт-продюсирование

## Чарты

### Недельные чарты
| Чарт (2013–2015)                       | Высшая позиция |
| -------------------------------------- | -------------- |
| Австралия (ARIA)                       | 1              |
| Австралия (ARIA Urban Albums)          | 1              |
| Австрия (Ö3 Austria)                   | 22             |
| Бельгия/Фландрия (Ultratop)            | 4              |
| Бельгия/Валлония (Ultratop)            | 22             |
| Канада (Canadian Albums Chart)         | 1              |
| Хорватия (HDU)                         | 4              |
| Чехия (ČNS IFPI)                       | 32             |
| Дания (Hitlisten)                      | 1              |
| Нидерланды (Album Top 100)             | 16             |
| Финляндия (Suomen virallinen lista)    | 13             |
| Франция (SNEP)                         | 12             |
| Германия (Offizielle Top 100)          | 15             |
| Греция (IFPI)                          | 27             |
| Ирландия (IRMA)                        | 4              |
| Италия (Classifica album)              | 40             |
| Япония (Oricon)                        | 25             |
| Новая Зеландия (RMNZ)                  | 1              |
| Норвегия (VG-lista)                    | 2              |
| Польша (ZPAV)                          | 41             |
| Россия (2M)                            | 1              |
| Шотландия (Scottish Albums Chart)      | 4              |
| Республика Корея (Gaon)                | 19             |
| Испания (PROMUSICAE)                   | 78             |
| Швеция (Sverigetopplistan)             | 21             |
| Швейцария (Schweizer Hitparade)        | 6              |
| Великобритания (UK Albums Chart)       | 1              |
| Великобритания (UK R&B Albums Chart)   | 1              |
| США (Billboard 200)                    | 1              |
| США (Billboard Top R&B/Hip-Hop Albums) | 1              |

### Итоговые годовые чарты
| Чарт (2013)                            | Позиция |
| -------------------------------------- | ------- |
| Австралия (ARIA)                       | 65      |
| Бельгия (Ultratop Flanders)            | 147     |
| Канада (Billboard)                     | 38      |
| Дания (Hitlisten)                      | 66      |
| Великобритания (OCC)                   | 112     |
| США (Billboard 200)                    | 37      |
| США (Billboard Top R&B/Hip-Hop Albums) | 12      |

| Чарт (2014)                            | Позиция |
| -------------------------------------- | ------- |
| Австралия (ARIA Urban Albums)          | 26      |
| США (Billboard Top R&B/Hip-Hop Albums) | 38      |

| Чарт (2015)                   | Позиция |
| ----------------------------- | ------- |
| Австралия (ARIA Urban Albums) | 76      |

| Чарт (2016)                   | Позиция |
| ----------------------------- | ------- |
| Австралия (ARIA Urban Albums) | 83      |

## Сертификации
| Регион | Сертификация  | Продажи   |
| --- | ------------- | --------- |
| Австралия (ARIA) | Золотой       | 35 000^   |
| Дания (IFPI Danmark) | Платиновый    | 20 000    |
| Великобритания (BPI) | Золотой       | 100 000*  |
| США (RIAA) | 2× Платиновый | 2 000 000 |
| * Данные о продажах приведены только на основе сертификации. · ^ Данные о тиражах приведены только на основе сертификации. · Данные о продажах + прослушиваниях приведены только на основе сертификации. |               |           |

## История выпуска
| Регион         | Дата         | Лейбл(ы)                    | Форматы              | Примечания |
| -------------- | ------------ | --------------------------- | -------------------- | ---------- |
| Австралия      | 18 июня 2013 | Universal                   | CD цифровая загрузка | [ 48 ]     |
| Германия       | 18 июня 2013 | Universal                   | CD цифровая загрузка | [ 49 ]     |
| Новая Зеландия | 18 июня 2013 | Def Jam                     | CD цифровая загрузка | [ 50 ]     |
| США            | 18 июня 2013 | Def Jam Roc-A-Fella [англ.] | CD цифровая загрузка | [ 51 ]     |
| Франция        | 21 июня 2013 | Universal                   | CD цифровая загрузка | [ 52 ]     |
| Великобритания | 22 июня 2013 | Virgin EMI                  | CD цифровая загрузка | [ 53 ]     |

### Комментарии
1. ↑  Композиции 1—5, 7 и 8
2. ↑  Композиция 6
3. ↑  Хоровая партия композиции 1
4. ↑  Композиция 8
5. ↑  Композиции 6 и 8
6. ↑  Композиции 1, 2 и 4—8
7. ↑  Композиции 1, 2, 9 и 10